# سان فرانسيسكو (محطة مترو أنفاق مدريد)

سان فرانسيسكو (بالإسبانية: San Francisco)‏ هي محطة مترو أنفاق في مدريد في إسبانيا، تقع على الخط رقم 11.